# 末吉ユミ
末吉 ユミ（すえよし ユミ、12月28日 - ）は、日本の小説家。

## 経歴
12月28日生まれ。主にボーイズラブ小説を手掛けている。2005年に大和名瀬がイラストの「エロチックな呪縛」がドラマCD化され、翌年の2006年にも同漫画家がイラストの「美貌の挑発」がドラマCD化した。

## 作品
- ピーチにかぶりつきっ(松本テマリ 2002年11月1日 オヴィスノベルズ)
- こんな純愛ありえない!(桜城やや 2003年8月28日 プランタン出版)
- アンバランス×サディスト(中村春菊 2003年11月29日 ラピス文庫)
- 官能作家はニャーと啼く(飴本巽 2004年6月5日 オヴィスノベルズ)
- 小銭ろまんす(こうじま奈月 2004年9月29日 ラピス文庫)
- エロチックな呪縛(大和名瀬 2005年9月28日 f-LAPIS)
- 美貌の挑発(大和名瀬 2006年1月7日 オヴィルノベルズ)
- シェフは唇から食べられる(巴里 2006年6月1日 ラピス文庫)
- ヴァイオリニストは恋を奏でる(明神翼 2007年2月1日 ラピス文庫)
- 不器用なぬくもり(天城れの 2007年10月1日 二見シャレード文庫)